# Wesot Habracha
Wesot Habracha (Biblisches Hebräisch וְזֹאת הַבְּרָכָה ‚Und dies ist der Segen‘ – zu ergänzen: Moses) ist ein Leseabschnitt (Parascha oder Sidra) der Tora und umfasst den Text Dtn/Dewarim 33–34 (33 , 34  – ELB-Links: 33 , 34 ).
Es handelt sich um die Sidra des Simchat-Tora-Festes.

## Wesentlicher Inhalt
- Moses segnet vor seinem Tod die einzelnen Stämme außer dem Stamm Simeon.
- Gott lässt ihn das ganze Land sehen.
- Moses stirbt im Alter von 120 Jahren.
- Gott selbst begräbt ihn, niemand kennt Moses Grab.
- Israel trauert 30 Tage um Mose.
- Israel gehorcht Josua und führt alle Befehle aus, die Gott dem Moses gab.
- Abschluss des Pentateuchs: „Niemals wieder ist in Israel ein Prophet wie Mose aufgetreten.“

## Haftara
Die zugehörige Haftara ist Josua 1  (1 ).